# 梅济东-卡农
梅济东-卡农（法語：Mézidon-Canon，法語發音：[mezidɔ̃ kanɔ̃] ⓘ）是法国卡尔瓦多斯省的一个旧市镇，属于利雪区。梅济东-卡农于1972年由原市镇梅济东（Mézidon）和卡农（Canon）合并而成。2017年，梅济东-卡农与临近的13个市镇合并为新市镇梅济东瓦莱多日，梅济东-卡农为新市镇行政中心。

## 地理
梅济东-卡农（49°4'25"N, 0°4'12"W）面积10.92 平方千米，位于法国诺曼底大区卡爾瓦多斯省，该省份为法国西北部沿海省份，北濒大西洋英吉利海峡，东北与滨海塞纳省以海上边界相接，东临厄尔省，南至奧恩省，西与芒什省接壤。
与梅济东-卡农接壤的市镇（或旧市镇、城区）包括：马尼拉康帕涅、马尼勒弗勒勒、勒梅尼勒莫热、韦济、欧日地区佩尔西、比耶维尔-凯蒂耶维尔、维约菲梅。
梅济东-卡农的时区为UTC+01:00、UTC+02:00（夏令时）。

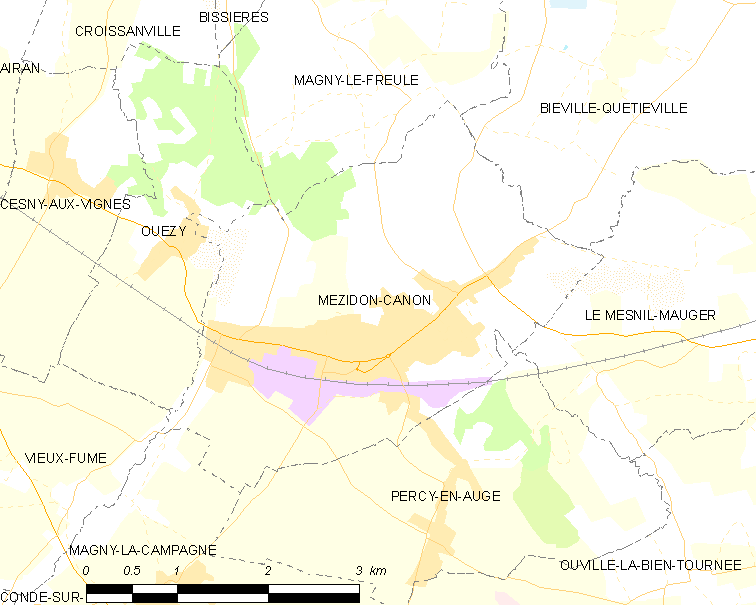
梅济东-卡农的OSM定位图

## 行政
梅济东-卡农的邮政编码为14270，INSEE市镇编码为14431。

## 政治
梅济东-卡农所属的省级选区为梅济东瓦莱多日县。

## 交通
巴黎-瑟堡和卡昂-图尔铁路在此交汇。

## 人口

1962-2008年间梅济东-卡农人口变化图示

梅济东-卡农于2018年1月1日时的人口数量为4787人。